# 在アイルランド日本国大使館
在アイルランド日本国大使館（英: Embassy of Japan in Ireland、愛: Ambasáid na tSeapáin in Éirinn）は、アイルランドの首都ダブリンにある日本の大使館。

## 沿革
- 1957年：アイルランドと日本が正式に国交を結び、ダブリンに日本公使館設置[1]。
- 1964年：公使館を大使館に昇格させ、在アイルランド日本国大使館となる[1]。

## 所在地
| 日本語 | 〒D04 RP73 ダブリン4区ナットリー・レーン、メリオン・センター、ナットリー・ビル |
| 英語   | Nutley Building, Merrion Centre, Nutley Lane, Dublin 4, D04 RP73               |

メリオン・センターは、ショッピングセンターで、ナットリー・レーンとメリオン通りの交差点に位置している。1階にスーパーマーケットチェーンのテスコがある。また富士フイルムセンターがあり、日本を含む全ての国籍に対応したパスポート写真が撮れる。IC旅券作成機設置公館である日本大使館は3階に位置する。

## 歴代在愛日本大使
| 大使       | 任期            | 備考（前職、その他）                                              |
| ---------- | --------------- | ----------------------------------------------------------------- |
| 波多野裕造 | 1990年 - 1993年 | カタール駐箚特命全権大使                                          |
| 数原孝憲   | 1993年 - 1997年 |                                                                   |
| 横尾和子   | 1997年 - 2001年 | 社会保険庁長官                                                    |
| 鏡武       | 2001年 - 2005年 | シリア駐箚特命全権大使                                            |
| 林景一     | 2005年 - 2008年 | 在英国日本国大使館公使                                            |
| 卜部敏直   | 2008年 - 2011年 | 在フランス日本国大使館次席公使                                    |
| 渥美千尋   | 2011年 - 2015年 | パキスタン駐箚特命全権大使                                        |
| 三好真理   | 2015年 - 2019年 | 第2次安倍内閣の外務省領事局長                                     |
| 北野充     | 2019年 - 2022年 | 在ウィーン国際機関日本政府代表部特命全権大使                      |
| 丸山則夫   | 2022年 - 2024年 | 駐南アフリカ共和国特命全権大使 駐エスワティニ兼レソト特命全権大使 |
| 島田順二   | 2024年 -        | 在メルボルン日本国総領事館総領事                                  |